# Накаи, Такэносин
Такэносин Накаи (яп. 中井 猛之進 Накаи Такэносин, 9 ноября 1882, Гифу — 6 декабря 1952, Токио) — японский учёный, ботаник и педагог.

## Краткая биография
После вхождения Кореи в состав Японии в 1910 году был назначен ботаником правительства Кореи. В 1911 году начал публикацию «Флоры Кореи».
В 1943-1945 годах — в период японской оккупации Индонезии — занимал должность директора Богорского ботанического сада.
Среди таксонов, автором названий которых является Накаи, можно выделить порядки и семейства, входящие в систему классификации APG II:
- Apiales Nakai (1930)
- Ixioliriaceae Nakai (1943)
- Costaceae Nakai (1941)
- Heliconiaceae Nakai (1941)
- Pteridophyllaceae (Murb.) Nakai ex Reveal et Hoogland (1991)
- Barbeuiaceae Nakai (1942)
- Gisekiaceae Nakai (1942)
- Stegnospermataceae Nakai (1942)
- Tetracarpaeaceae Nakai (1943)
- Lepuropetalaceae Nakai (1943)
- Bonnetiaceae (Bartl.) L.Beauvis. ex Nakai (1948)
- Paulowniaceae Nakai (1949)
- Montiniaceae Nakai (1943)
- Eremolepidaceae[англ.] Nakai (1952)

## Другие растения, описанные Накаи
- Asarum maculatum Nakai
- Barbeuia Nakai
- Campanula takesimana Nakai

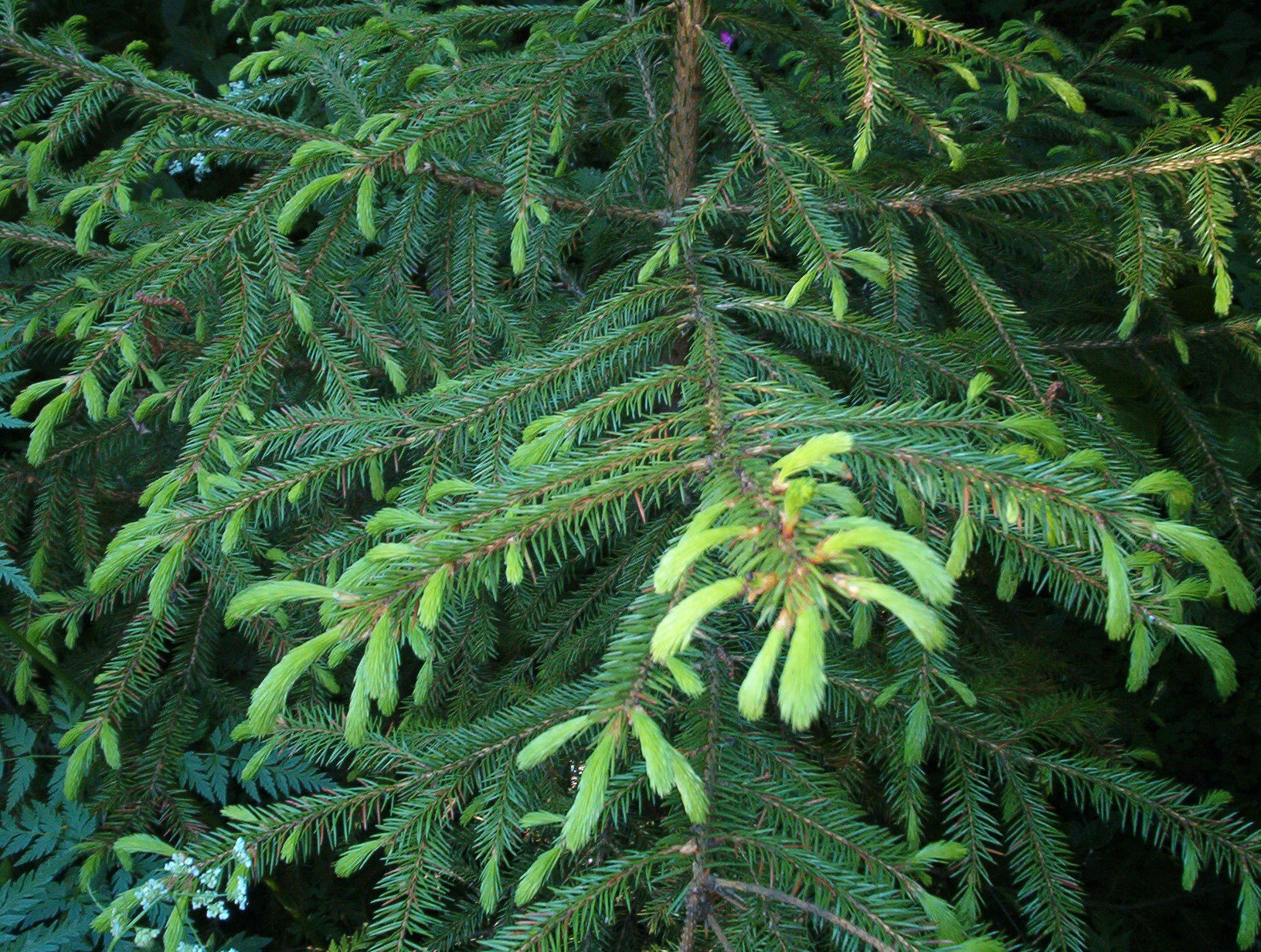
— Ель корейская. Одно из растений, описанных Т. Накаи

- Ledum palustre Nakai [syn.  Rhododendron diversipilosum (Nakai) Harmaja][1]
- Ledum subulatum  (Nakai) A.P.Khokhr. et Mazurenko [syn.  Rhododendron subulatum (Nakai) Harmaja]
- Rubus komarovii Nakai[2]
- Sophora koreensis Nakai[3]
- Viola diamantiaca Nakai

## Научные работы
- Nakai, T. 1915—1936. Flora Sylvatica Koreana. Keijo, Japan.
- Nakai, T. 1922. Trees and shrubs indigenous in Japan proper (Деревья и кустарники индигенные в собственно Японии), vol. 1. Seibido Shoten, Nihonbashi, Tokyo, Japan
- Nakai, T. 1943 Ordines, familiae, tribi, genera, sectiones, species, varietates, formae et combinationes novae a Prof. Nakai-Takenosin adhuc ut novis edita. Appendix: Quaestiones characterium naturalium plantarum vel Extractus ex praelectionibus pro aluminis botanicis Universitatis Imperialis Tokyoensis per annos 1926—1941. Токио